# Église du Gesu de Milwaukee
L'église du Gesú de Milwaukee est une église catholique située à Milwaukee aux États-Unis dans l'État du Wisconsin.
C'est la plus grande église de la ville avec une capacité d'accueil de 2 900 personnes .
L'architecte est Henry C. Koch qui s'est inspiré de la cathédrale de Chartres, et qui a également conçu à la même époque l'Hôtel de ville de Milwaukee.

## Histoire
Elle a été construite à l'initiative du père jésuite Stanislaus Lalumiere en seulement 20 mois de 1893 à 1894 pour un budget de 150 000 $. Stanislaus Lalumiere a organisé la collecte des fonds et a supervisé les travaux
Le bâtiment a été inscrit au Registre national des lieux historiques en 1986.

## Dimensions
Les dimensions de l'édifice sont les suivantes :
- Hauteur de la nef : 21,3 m
- Hauteur de la plus haute tour : 50,3 m [2]
- Diamètre de la rosace : 8,5 m